# Siegfried III van Weimar-Orlamünde
Siegfried III van Weimar-Orlamünde (circa 1155 - 1206) was van 1176 tot 1206 graaf van Weimar-Orlamünde. Hij behoorde tot het huis Ascaniërs.

## Levensloop
Siegfried III was de zoon van graaf Herman I van Weimar-Orlamünde en Irmgard, van wie de afkomst niet bekend is. In 1176 volgde hij zijn vader op als graaf van Weimar-Orlamünde. In deze functie was hij een aanhanger van het huis Hohenstaufen.
Hij huwde met Sophia van Denemarken (1159-1208), een dochter van koning Waldemar I van Denemarken. Na zijn huwelijk bracht Siegfried enige tijd door in Denemarken. Uit het huwelijk werden twee zonen geboren:
- Albrecht II (1182-1245), graaf van Weimar-Orlamünde
- Herman II (1184-1247), graaf van Weimar-Orlamünde